# Kalksteen van Valkenburg
De Kalksteen van Valkenburg is een serie gesteentelagen in de ondergrond van het zuidwesten van het Nederlandse Zuid-Limburg. De Kalksteen van Valkenburg is onderdeel van de Formatie van Maastricht en stamt uit het laatste deel van het Krijt (het Maastrichtien, ongeveer 68 miljoen jaar geleden).
De kalksteen is vernoemd naar Valkenburg.

## Stratigrafie

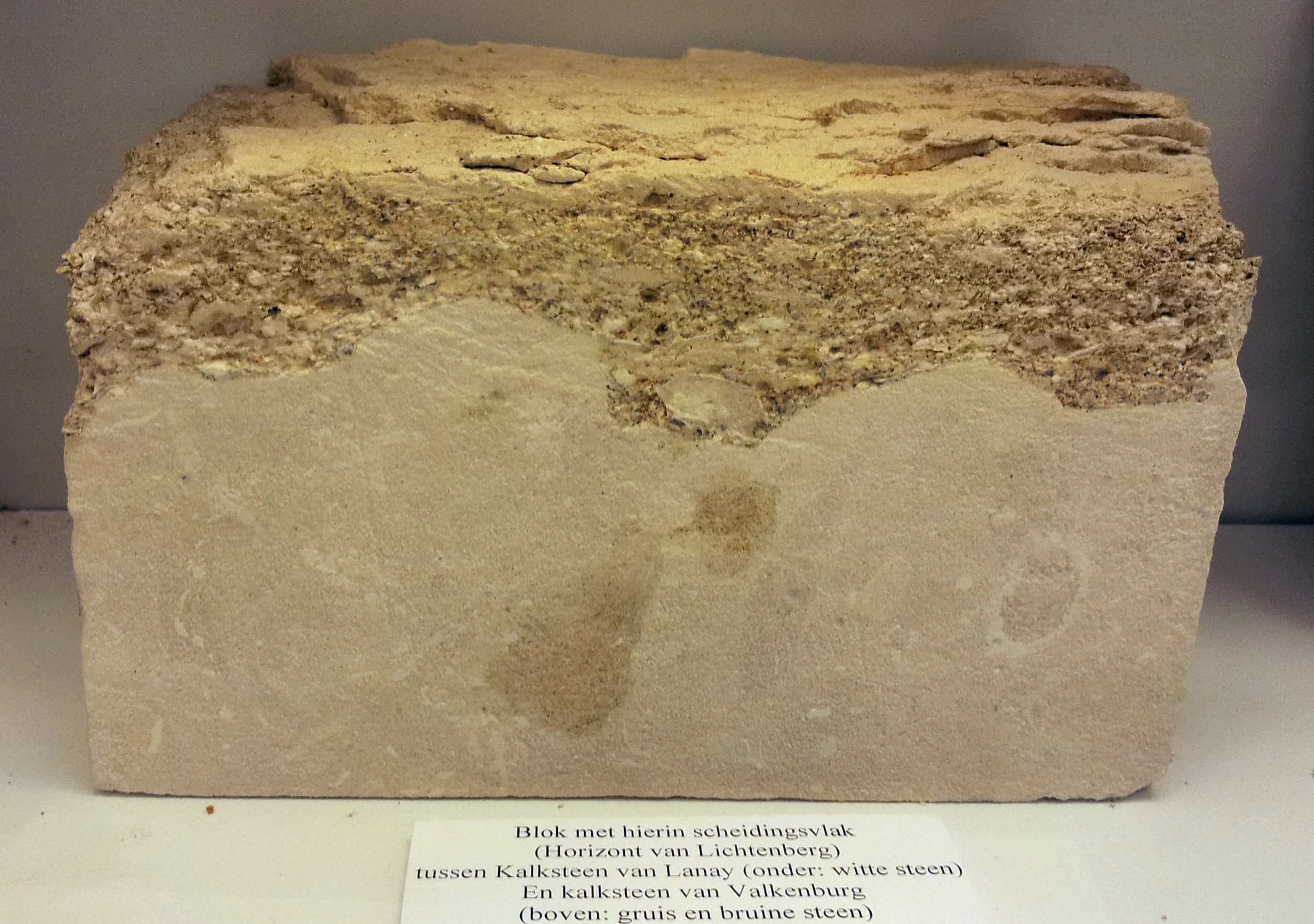
Mergelblok in het Museum Valkenburg. Boven: kalksteen van Valkenburg. Onder: kalksteen van Lanaye

Normaal gesproken ligt de Kalksteen van Valkenburg boven op de oudere Kalksteen van Lanaye (Formatie van Gulpen) en onder de jongere Kalksteen van Gronsveld (ook Formatie van Maastricht). Tussen de kalksteenlagen Gronsveld en Valkenburg bevindt zich de Horizont van Sint Pieter. Tussen de kalksteenlagen Valkenburg en Lanaye bevindt zich de Horizont van Lichtenberg.

## Gebied
In de Steinberggroeve, Groeve Blankenberg, Heidegroeve (Romeinse Katakomben), ENCI-groeve, Groeve Marnebel en Groeve Dierkx werd de Kalksteen van Valkenburg gewonnen. Ook werd er Kalksteen van Valkenburg gewonnen in de Groeve Kasteel Oost en Groeve bij de Drie Beeldjes dat hier lokaal de naam Schaelsberg kalksteen heeft als gevolg van de overgang van Maastrichts kalksteen naar Kunrader kalksteen.

## Kalksteen
De Kalksteen van Valkenburg is fijnkorrelig, geelgrijs van kleur en bevat weinig vuursteen. De dikte van deze kalksteenlaag is gemiddeld drie meter.
De typelocatie van de Kalksteen van Valkenburg is een groeve en boring bij de Priorij Regina Pacis in Valkenburg.

## Zie ook

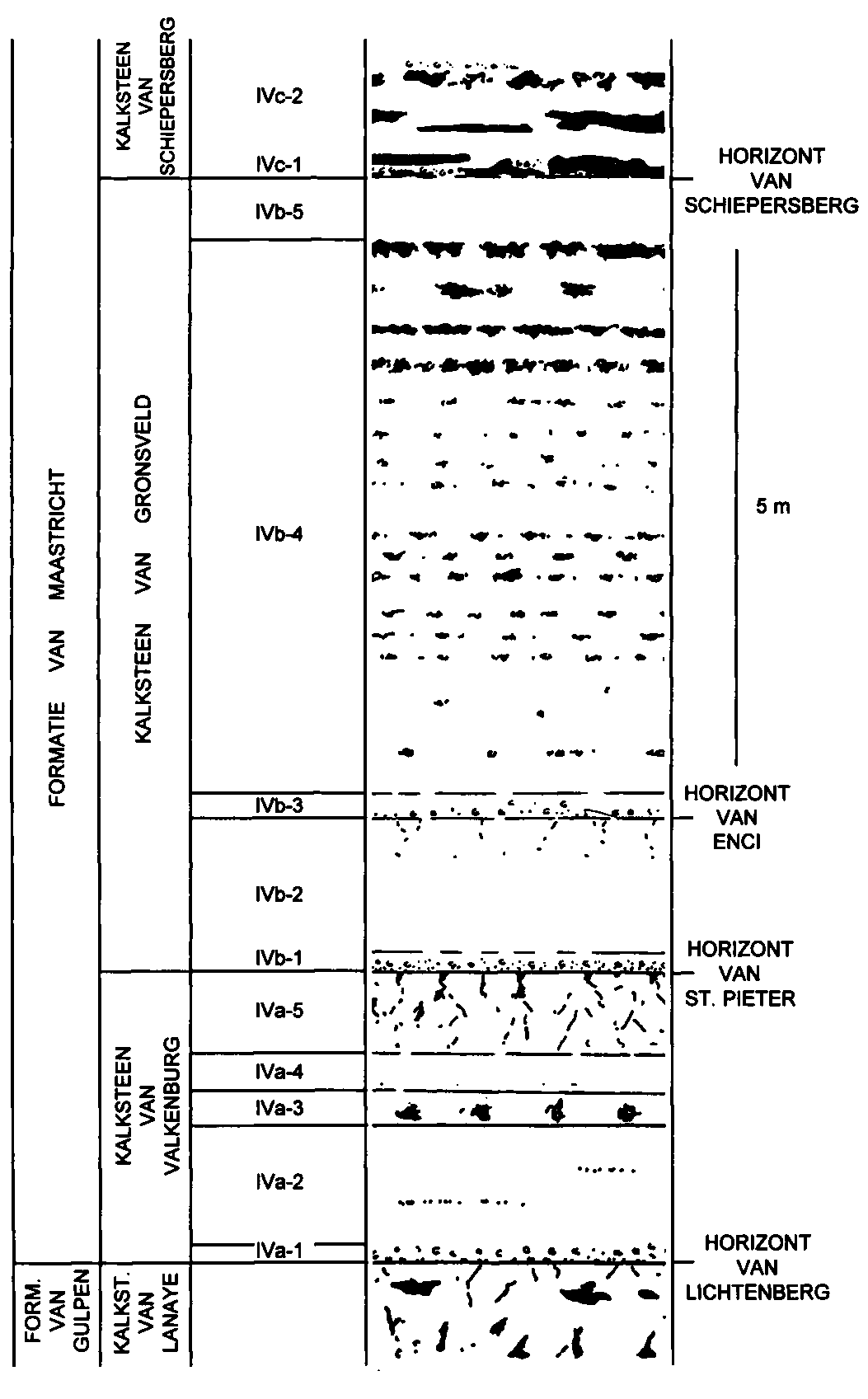
Lithologisch profiel van de Kalksteen van Valkenburg en de Kalksteen van Gronsveld in de ENCI